# 김만기 (1957년)
김만기(金滿基, 1957년 2월 7일 ~ )는 대한민국의 정치인이다. 전라북도의원을 역임했다.

## 학력
- 고창영선중학교
- 고창영선고등학교
- 한국방송통신대학교
- 전주대학교 경영대학원 졸업 (경영학 석사)

## 경력
- 고창로타리클럽 회장
- 무장의용소방대장
- 유한회사 고창고속관광여행사 대표이사
- 2018.07 ~ 2022.06: 제11대 전라북도의회 의원
- 2022.07 ~ : 제12대 전라북도의회 의원
  - 2022.07 ~ : 제12대 전라북도의회 전반기 부의장
  - 2022.07 ~ : 제12대 전라북도의회 전반기 환경복지위원회 위원

## 역대 선거 결과
|  | 19.85% |

|  | 61.47% |

|  | 0% |